# 後藤泰之
後藤泰之（ごとう やすゆき、1958年 - ）は、愛知工業大学工学部教授であり同大学学長、学校法人名古屋電気学園理事長、日本私立大学協会副会長。学位:工学博士。名古屋市出身。同大・エクステンションセンター長、名古屋電気学園総合企画本部長、等を歴任。

## 来歴
- 1985年（昭和60年）3月 - 東海大学大学院 工学研究科 電気工学専攻 博士課程後期 単位取得満期退学。
- 1985年（昭和60年）4月 - 東海大学 工学部電気工学科 助手。
- 1988年（昭和63年）9月 - 工学部電気工学科 講師。工学博士号を取得。
- 1991年（平成2年）4月 - 名古屋大学 工学部電気学科 講師。
- 1993年（平成5年）4月 - 愛知工業大学 工学部電気工学科 助教授に就任。
- 2000年（平成12年）10月 - 教授に就任。
- 2004年（平成16年）4月 - 愛知工業大学学長に就任。
- 2016年（平成28年）5月 - 名古屋電気学園理事長に就任。

## 所属学会
- 電気学会
- IEEE（米国電気電子学会）
- 日本ファジィ学会
- 高速信号処理応用技術学会

## 論文
- 「電力系統における再閉路操作の実験的検討」 電気学会論文誌B, VoL.124-B, No. 8, 2004
- 「構造的GAによるGMDHを用いた翌日最大電力需要予測」 電気学会論文誌B, Vol.124-B, No. 3, 2004
- 「Study of Daily Peak Load Forecasting by Structured Representation on Genetic Algorithms for Function Fitting」 39th International Universities Power Engineering Conference,（UPEC2004）, UWE, Bristol, UK, 2004
- 「Study of Load Frequency Control using Distributed Generation」 ICEE 2004/APCOT MNT 2004, Proceedings International Conference, 2004
- 「Study of Identification for the inertia Constant in a small power system for LFC」 IFAC Symposium on Power Plants ＆ Power Systems Control 2003

## 要職
- （財）愛知県私学退職基金財団・評議員
- 愛知工業大学同窓会・瑞若会 名誉会長
- 愛知学長懇話会・会員
- 愛知県新エネルギー関連 産業振興計画策定委員会・委員
- 愛知県水素エネルギー産業協議会・委員
- 中部産業振興協議会・委員
- 明日の中部を創る21世紀協議会・顧問
- 全日本学生自動車連盟　中部支部・支部長
- （財）日東学術振興財団・理事
- 名古屋市卓球協会・副会長
- 東海学生卓球連盟・副会長
- 愛知県卓球協会・副会長
- （財）全国高等学校体育連盟・卓球専門部・部長
- 全国教職員卓球連盟・会長
- （財）名古屋市体育協会・理事